# Marinus van den Berge
Marinus van den Berge   (Rotterdam, 12 de març de 1900 - Rotterdam, 23 d'octubre de 1972) va ser un atleta neerlandès que va competir durant la dècada de 1920 i 1930.
El 1924 va prendre part en els Jocs Olímpics de París, on disputà tres proves del programa d'atletisme. Guanyà la medalla de bronze en els 4x100 metres relleus, fent equip amb Jan de Vries, Jacob Boot i Harry Broos, mentre en el 100 i 200 metres quedà eliminat en sèries.
Quatre anys més tard, als Jocs d'Amsterdam, quedà eliminat en sèries en les quatre proves del programa d'atletisme que disputà: els 100, 200, 400 metres i 4x400 metres relleus.
Entre 1925 i 1932 a guanyar quatre campionats nacionals dels 100 metres i cinc dels 200.

## Millors marques
- 100 metres. 10.6" (1925)
- 200 metres. 21.3" (1930)
- 400 metres. 50.0" (1927)[1][2]